# Sơn trà Hồng Kông
Sơn trà Hồng Kông (danh pháp hai phần: Camellia hongkongensis) là một loài thực vật thuộc chi Trà. 

## Mô tả
Sơn trà Hồng Kông là một cây gỗ thường xanh nhỏ, cao đến 10m (39 foot). Trong số các loài sơn trà bản địa Hồng Kông, chỉ có loài này có hoa đỏ. Các nhánh non của nó có màu nâu đỏ. Lá bóng như da và hình thuôn dài, dài 7–13 cm. Cành non và lá nhẵn nhụi, không lông.

## Phân bố
Ở Hồng Kông ba cá thể của loài đã được phát hiện lần đầu tiên trong một khe núi ở đỉnh Victoria bởi Đại tá Eyre vào năm 1849, sau đó được tìm thấy tại Pok Fu Lam, núi Nicholson, Núi Parker trên đảo Hồng Kông. Nó cũng được tìm thấy ở Quảng Đông.
Mẫu sơn trà Hồng Kông đang sống trong công viên Mun Shing Arboretum Ở Hồng Kông, nó là một loài được bảo vệ theo luật Forestry Regulations Cap. 96A.
Sơn trà Hồng Kông đã được du nhập vào Nhật Bản trong năm 1958 từ Vườn thực vật và động vật Hồng Kông.

## Hình ảnh

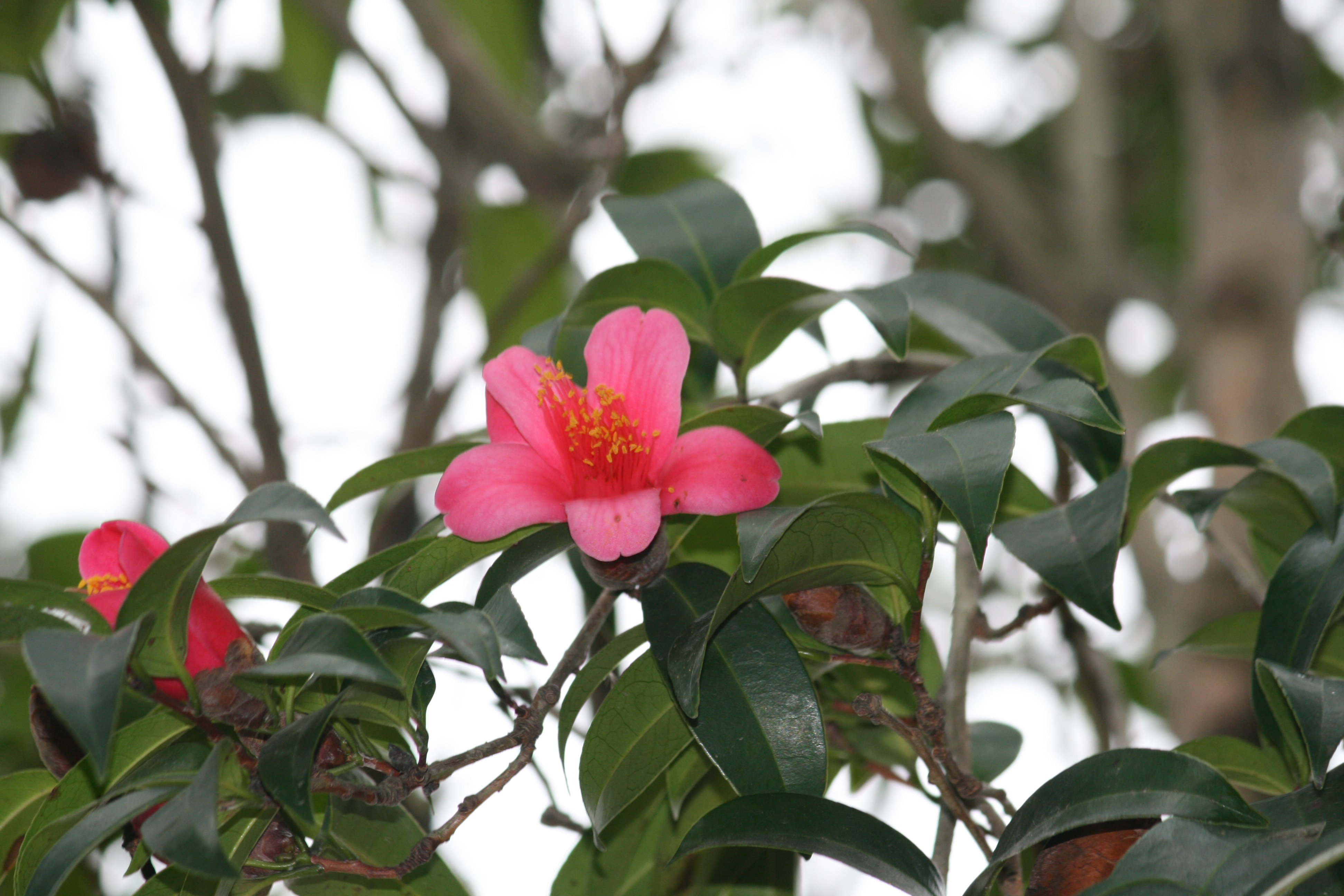